# Alcaraz

Alcaraz là một đô thị ở Albacete, Castile-La Mancha, Tây Ban Nha. Đô thị này có dân số 1.734 người. Độ thị này nằm ở độ cao 962 m trên mực nước biển, cách Albacete 81 km. Alcaraz có diện tích 367,07 km², mật độ dân số là 4,69 người/km². Mã số bưu chính là 02300, dãy số đầu điện thoại là (+34) 967 38 ** ** 

## Dân số
| 1900  | 1910  | 1920  | 1930  | 1940  | 1950  | 1960  | 1970  | 1981  | 1991  | 1996  | 2001  | 2005  |
| ----- | ----- | ----- | ----- | ----- | ----- | ----- | ----- | ----- | ----- | ----- | ----- | ----- |
| 4.501 | 5.405 | 4.879 | 5.279 | 5.864 | 6.132 | 4.771 | 2.775 | 1.808 | 2.087 | 1.799 | 1.740 | 1.766 |